# 489 př. n. l.

## Hlava státu
- Perská říše – Dareios I. (522 – 486 př. n. l.)
- Egypt – Dareios I. (522 – 486 př. n. l.)
- Sparta – Leónidás I. (490 – 480 př. n. l.) a Leótychidás II. (491 – 469 př. n. l.)
- Athény – Phaenippus (490 – 489 př. n. l.) » Aristides (489 – 488 př. n. l.)
- Makedonie – Alexandr I. (498 – 454 př. n. l.)
- Římská republika – konzulé C. Iulius Iullus a P. Pinarius Mamercinus Rufus (489 př. n. l.)
- Syrakusy – Gelo (491 – 478 př. n. l.)
- Kartágo – Hamilcar I. (510 – 480 př. n. l.)